# 塞乌蒂
塞乌蒂，是西班牙穆尔西亚自治区的一个市镇。总面积10平方公里，总人口7696人（2001年），人口密度770人/平方公里。